# Glen Luchford
Glen Luchford est un photographe de mode et réalisateur britannique né en 1968 dans le Sussex.
Recruté par Fabien Baron, il travaille pour The Face.
Il a réalisé la photographie de la pochette de l'album Songs of Innocence de U2 sorti en 2014.

## Annexe